# PFK Szpartak-Nalcsik
A Szpartak-Nalcsik (oroszul: Профессиональный футбольный клуб Спартак-Нальчик, magyar átírásban: Professzionalnij Futbolnij Klub Szpartak-Nalcsik) egy orosz labdarúgócsapat Nalcsikban, Kabard- és Balkárföldön, Oroszországban.

## Korábbi nevei
- Szpartak (1959–1968)
- Avtomobiliszt (1969–1972)
- Elbrusz (1976)
- Szpartak Nalcsik (1977–2007)
- Szpartak-Nalcsik (2007. április 7.)[1]

## Külső hivatkozások
- A Szpartak-Nalcsik hivatalos oldala (oroszul)